# Dębogóry
Dębogóry (dodatkowa nazwa w j. kaszub. Dãbògórë; niem. Eichenberg) – wieś kaszubska w Polsce położona na Pojezierzu Kaszubskim w województwie pomorskim, w powiecie kościerskim, w gminie Kościerzyna.
W latach 1975–1998 miejscowość administracyjnie należała do województwa gdańskiego. Sołectwo ma powierzchnię 267,32 ha.
Inne miejscowości z prefiksem Dębogór: Dębogóra, Dębogórze, Dębowa Góra

## Nazwy źródłowe miejscowości
kaszb. Dãbògóra, Dãbòwô Góra, niem. Dembogurry (do 1904), Eichenberg (od 1905), dawniej Dembogury

## Historia
W 1905 Niemcy podczas akcji germanizacyjnej zmienili nazwę historyczną Dembogurry na Eichenberg. Kaplica ku czci mężczyzn, zamordowanych przez Niemców w listopadzie 1939 r. W pobliżu wsi (skrzyżowanie z DW214  Kościerzyna-Warlubie) nagrobek siedmiu Żydówek, które zginęły w czasie marszu ewakuacyjnego Marszu śmierci w lutym 1945 r.